# Носівська початкова школа
Носівська початкова школа (до 2022 — Носівська загальноосвітня школа I—III ступенів № 1) — найстаріший навчальний заклад у місті Носівка, заснований 1868 р. Мова навчання — українська. 17 червня 2022 Носівська міська рада змінила тип та найменування Носівської загальноосвітньої школи І-ІІІ ступенів № 1 Носівської міської ради Чернігівської області (адреса: вул. Центральна, 25, м. Носівка, Ніжинський район, Чернігівська область, 17100, код ЄДРПОУ 26382476) на Носівську початкову школу Носівської міської ради Чернігівської області. Учні старших класів школи влилися до Носівського ліцею № 1.

## Про школу
До 2022 року профілізація навчання старшокласників здійснювалася за технологічним профілем. Випускники, окрім загальної освіти, проходили трудову підготовку при МНВК, де здійснювалося професійне навчання за робітничими професіями тракторист-машиніст сільськогосподарського виробництва категорії «А», водій автотранспорту категорій «В» і «С», оператор комп'ютерного набору, продавець з лотка на ринку, швачка з виготовлення жіночого та дитячого одягу.

## Відомі випускники
- Берковець Володимир Семенович, (22.04.1941-15.11.2008). Народився в Носівці. Випускник Носівської середньої школи № 1. Закінчив КПІ, працював в Інституті радіоелектроніки (НДІ «Квант») Головним конструктором. Опублікував близько 50-ти робіт з обчислювальної техніки. Почесний винахідник СРСР. Його винаходи і розробки впроваджені у різноманітних системах озброєння, що їх використовують армії України, Росії та інших держав світу.
- Білошапка Микола Іванович (1938—2004) — народився у м. Носівці. Доцент кафедри технології і ремонту авіаційної техніки. Вчений-секретар механічного факультету Київського інституту цивільної авіації. Автор 72 наукових праць. Удостоєний високого звання «Винахідник СРСР».
- Бобрик (Довгаль) Лариса Михайлівна (31.03.1936 р.н.) — лікар-офтальмолог, завідувач відділенням Київської обласної лікарні. Очолювала відділення провідного офтальмологічного закладу України — «Центру мікрохірургії ока». Випускниця Носівської середньої школи № 1 1954 року.
- Бровко Микола Миколайович, (народився в 1951 в місті Носівці) — український вчений-філософ. Доктор філософських наук. Професор кафедри філософії Київського державного лінгвістичного університету.
- Буняк Іван Якович(1923, Носівка — †1998) — український бібліограф, краєзнавець. Автор книг з історії рідного краю: «Сторінки історії Носівки» (ч.1 — 1997, ч. 2 — 2003), «Партизанська Носівщина» (2000), бібліографічного покажчика літератури «Носівка і Носівщина».
- Висовень Василь Іванович (1941—2007). Народний артист України. Актор Харківського академічного драматичного театру ім. Т. Г. Шевченка. Випускник Носівської середньої школи № 1.
- Данилко Галина Василівна (19.12.1924 р. н.). Народилася в м. Носівці, партизанка. З перших днів фашистської окупації — зв'язкова партизанського загону «За Батьківщину». Підтримувала зв'язок з підпільною групою Якова Батюка з м. Ніжина. Брала участь у багатьох бойових операціях партизан. У 1945 році закінчила Носівську середню школу № 1 із золотою медаллю (перша повоєнна медалістка школи). Після війни працювала у Київському Технологічному інституті.
- Данилко Леонід Антонович (1955 р.н.) — архітектор, Заслужений архітектор України (2004).
- Жмихов Віктор Олександрович (1939 р.н.) народився в Носівці. Автор книг «Носівський вальс», «Сім'я Гончар», «Така гірка память», «141-й окремий батальйон». З його ініціативи та за активної участі було встановлено меморіальну дошку у м. Ніжині в пам'ять про розстріляних у 1942 році жителів с. Червоні Партизани та перепоховано 150 чоловік.
- Кабаєв Леонід Миколайович (1935—2012) — український інженер-геофізик. Один із першовідкривачів родовищ нафти і газу у Ханти-Мансійському автономному окрузі.
- Калініченко Микола Омелянович (1939 р. н.) — народився у м. Носівці, кандидат технічних наук. Начальник випробувальної станції Державного науково-дослідного інституту «Квант» у м. Києві. Автор розробок десятків електронних приладів. Лауреат Державної премії України.
- Кияниця Василь Васильович (*1950, м. Носівка) — майстер спорту СРСР, суддя всесоюзної категорії, відмінник освіти УРСР (1981 р.) та України (1997 р.), директор Носівської районної станції юних техніків, Чернігівської області (з 1972). Депутат Носівської міськради[1] з початку 1990-х.
- Клочок Олег Миколайович (10.03.1969 р.н.)- уродженець м. Носівки, майстер спорту з боксу, рекордсмен України з парашутного спорту, чемпіон і володар Кубка України 2010року. Випускник школи. Очолює ТОВ "ВІРС"м. Київ.
- Козлов Володимир Ілліч(1941 р.н.) — лауреат Державної премії України у галузі науки і техніки (1993). Провідний співробітник Інституту механіки Національної академії наук України, доктор фізико-математичних наук, член Національного комітету України з теоретичної та прикладної механіки. Автор та співавтор понад 90 наукових робіт. Викладач Київського автомобільно-дорожнього інституту. Випускник Носівської середньої школи № 1 1958 року.
- Колесниченко Юрій Васильович (1937 р. н.) — уродженець м. Носівки, головний конструктор Броварського заводу порошкової металургії. Заслужений працівник промисловості України з 2004 року. За організацію впровадження на Броварському заводі порошкової металургії ресурсозберігаючої технології виробництва розпиленого залізного порошку і механізованого комплексу для її реалізації був удостоєний звання лауреата Державної премії УРСР (1988). Випускник Носівської середньої школи № 1 1955 року.
- Коровай Іван Андрійович — Герой Соціалістичної Праці. Заслужений вчитель Української РСР. З 1963 року — вчитель математики Фастівської середньої школи-інтернату Київської області. Народився і виріс в Носівці, закінчив Ніжинський державний педагогічний інститут ім. М. В. Гоголя. Працював вчителем на Волині. Випускник Носівської середньої школи № 1 1947 р.
- Кулініч Анатолій Андрійович (1963—1983) — народився в с. Степові Хутори. Воїн-афганець. Загинув на війні. Нагороджений орденом Червоної Зірки (посмертно). Випускник Носівської середньої школи № 1.
- Кушніров Микола Анатолійович (13.02.1977-27.12.1996) — уродженець м. Носвка, навчався в середній школі № 1.У червні 1995 р. був призваний до лав Збройних сил України. Службу проходив у прикордонних військах, військовій частині № 9799 м. Кілія, Ізмаїльського району Одеської області. Спочатку був матросом, а згодом командиром відділення, рульовим прикордонного морського катера ПМК-340. Загинув 27 грудня 1996 р.на р. Дунай при виконанні військового обов'язку, врятувавши при цьому кілька життів. Миколу нагороджено орденом «За мужність» ІІІ-го ступеня посмертно. Вулиця рідного міста, на якій жив юнак, у 1998 р. стала носити його ім'я.
- Ляшенко Микола Антонович (17.05.1946-08.11.2012) — український фотохудожник і фотожурналіст, видавець і громадський діяч. Видавець «Бібліотеки українця».
- Макаренко Олексій Семенович (1913 р.н.) уродженець хутора Підгайне поблизу м. Носівки. Капітан 2-ї гвардійської кавалерійської дивізії. 29 квітня1945 року при форсуванні річки Ельби в районі м. Дрезден врятував прапор військової частини, отримавши важке поранення. Його молодший брат Макаренко Микола (1917—1942) героїчно загинув при обороні Севастополя.
- Овод Валентина Яківна — народилася в Носівці. Журналіст, поетеса і прозаїк. Організатор культурологічного центру «Спадщина» у місті Харкові, подвижниця Українського культурного центру.
- Овод Володимир Васильович — доктор-мікробіолог. Народився в Носівці у 1954 році. Нині живе і працює в м. Тампере (Фінляндія) над створенням ДНК-вакцини проти ВІЛ-СНІДу. Він є співавтором підручника «Імунологія. Практикум». Має патенти на винаходи. Випускник Носівської середньої школи № 1.
- Оксимець Григорій Андрійович — народився в 1938 році в Носівці. Почесний шахтар України, депутат Луганської обласної Ради п'яти скликань. 30 років працював на шахті «Черкаська-північна-1» (нині — «Слов'яносербська»).
- Сацюк Володимир Федорович (20.08.1930–15.02.2002) — випускник Носівської середньої школи № 1 1950 року. Працював секретарем ЦК комсомолу Узбекистану, у міністерстві авіації СРСР заступником міністра. Як генерал цивільної авіації віддав багато сил підготовці персоналу Аерофлоту. Співавтор фундаментальних праць «Розвиток цивільної авіації в СРСР» та «Цивільна авіація СРСР та Російської Федерації».
- Сердюков Віктор Іванович (27.10.1950 р. н.) — генерал-майор, заступник командуючого Камчатським прикордонним округом. Народився в м. Носівці. Служив 20 років на Далекому Сході, потім в Молдавії, в Україні, на Кавказі. Учасник бойових дій в Афганістані.
- Скрипець Микола Якович (1949 р. н.) — народився в м. Носівці. Поет, член Спілки письменників України, працює на посаді директора загальноосвітньої школи № 235 м. Киева, Автор поетичних книг «Свічка в житі», «Пам'ять і біль», «Мій заколиханий рай», «Просинь душі моєї», дитячих книг «Пташиний ярмарок» та «Що за диво-дивина». Випускник Носівської середньої школи № 1.
- Фаль Олексій Михайлович — народився в м. Носівці у 1947 році. Випускник Носіської середньої школи № 1. Кандидат математичних наук, провідний науковий співробітник Інституту Кібернетики ім. В, М.Глушкова НАН України, викладач кафедри Математичних методів захисту інформації НТУУ Київський політехнічний інститут, доцент.
- Філь Станіслав Олексійович — заступник міністра рибного господарства УРСР. Народився в Носівці. Випускник Носівської середньої школи № 1.
- Чирко Іван Корнійович (1922—2003) — письменник-перекладач китайської та японської літеатури. Випускник Носівської середньої школи № 1 1940 року.
- Чирко Степан Корнійович (1918—1987). Народився у Носівці. Перший відмінник першого випуску Носівської середньої школи № 1 (1937 р.). Закінчив військово-морське училище ім. Фрунзе у Ленінграді. Служив на підводних човнах на Далекому Сході. У 1943 році отримав відрядження на навчання до США і через шість місяців став капітаном «морського мисливця». Брав участь у боях за Петсамо та Кіркенес. З 1948 року — перший заступник начальника відділу кадрів Північного флоту, а з 1960 року служив на аналогічній посаді на Чорноморському флоті.
- Шелест Микола Антонович (1937 р.н.) — винахідник. Лауреат Державної премії УРСР 1992 року. Кандидат технічних наук. Народився у Носівці. У 1954 році закінчив Носівську середню школу № 1. Закінчив Український інститут інженерів водного господарства.
- Шупрович Ігор Ігорович (1991—2023). Солдат, мешканець Носівки, загинув на Російсько-українській війні, нагороджений орденом «За мужність» (посмертно).
- Ювенко Віктор Васильович (1953 р.н.). Народився в Носівці. Авіамоделіст, неодноразовий чемпіон області і призер республіканських змагань з повітряного бою. Тренер сина Василя — майстра спорту України, срібного призера Чемпіонату Європи 2001 року, срібного призера чемпіонату світу в особистій першості, переможця Кубка України з повітряного бою.
- Ювенко Олександр Васильович (1959 р. н.). Народився в Носівці. Авіамоделіст, майстер спорту СРСР, переможець Кубка України 1989 року. Авіамоделі, виготовлені братами Ювенками обирають найсильніші авіамоделісти світу для виступів на найпрестижніших світових змаганнях.
- Яшовський Іван Вікторович (1919—2005) — видатний український вчений у галузі селекції та насінництва. Доктор сільськогосподарських наук, професор Інституту землеробства Української Академії аграрних наук. Автор багатьох сортів проса, гречки. Автор розробок приладів та малогабаритних машин. Має понад 150 наукових праць. Майстер спорту України. Випускник Носівської середньої школи № 1 1937 року (1-й випуск).